# Шахов, Евгений Михайлович
Евгений Михайлович Шахов (4 февраля 1933, Москва — 7 февраля 2025) — известный советский и российский учёный в области кинетической теории газов, д.ф.-м.н. (1974), главный научный сотрудник (до выхода на заслуженный отдых) ВЦ РАН (c 01.06.2015 — ФИЦ ИУ РАН). Преподаватель высшей школы, профессор кафедры высшей математики (ФН-1) МВТУ им. Н.Э. Баумана.

## Биография
Окончил мехмат МГУ им. М. В. Ломоносова.
Свою трудовую деятельность Евгений Михайлович Шахов начал в группе выдающегося учёного д.ф.-м.н. профессора Александра Александровича Никольского в Институте механики АН СССР, что во многом предопределило направление его дальнейшего научного поиска — математические и физические проблемы в области кинетической теории и динамики разреженных газов.
В те годы (конец 1950-х — начало 1960-х годов) как в СССР, так и во всём мире, был огромный интерес к вопросам высотной аэромеханики, что было связано с запуском первого Искусственного спутника Земли (1957) и дальнейшим освоением высотного околоземного пространства.
При попытке применения имевшихся к тому времени академических научных наработок в области динамики разреженных газов, методов решения уравнения Больцмана к практическим задачам высотной авиации и космонавтики выявились целый ряд научных и расчётных сложностей, что потребовало более тщательного изучения и проведения исследований в этой области.
С этой целью в 1965 году вместе с рядом сотрудников А. А. Никольского Е. М. Шахов перешёл в ВЦ АН СССР, где уже проводились подобные исследования (в частности, академиком А. А. Дородницыным и его сотрудниками) и только что появилась мощная ЭВМ — одна из немногих в стране БЭСМ-6.
В те годы разработка математических методов шла по трём направлениям:
- статистическое моделирование (метод Берда и др.), точность которых была в те годы не достаточно велика,
- прямое интегрирование уравнения Больцмана, что требовало больших математических усилий и вычислительных затрат,
- совершенствование более простых модельных уравнений, что делало решение сложных задач обозримым.

В ходе исследований по третьему направление Е. М. Шахов предложил, исследовал и применил S-модельное кинетическое уравнение. Этот подход получил признание во всём мире и применяется в науке по сию пору.
В 1974 году Евгений Михайлович защитил по этому направлению докторскую диссертацию, в скором времени вышла и его монография «Метод исследования движений разреженного газа».
Евгений Михайлович скончался 7 февраля 2025 года в возрасте 92 лет.

## Основные научные достижения
К главным достижениям научной деятельности проф. Е. М. Шахова относятся:
- разработка метода аппроксимации канонического уравнения Больцмана;
- новая кинетическая модель, или модель Шахова;
- обобщение существующих численных конечно-разностных методов решения кинетических уравнений и решение на этой основе широкого спектра задач;
- разработка способа определения местных значений плотности и градиента плотности разреженной планетарной атмосферы по колебаниям лёгкого спутника-зонда, буксируемого орбитальным летательным аппаратом;
- исследование основных закономерностей развития пространственных вихревых движений вязкой несжимаемой жидкости в полости тела, ускоренно вращающегося вокруг оси симметрии и/или около неподвижной точки (гироскопы с жидким наполнением)[1].

## Педагогическая деятельность
Евгений Михайлович Шахов длительное время преподавал в должности профессора на кафедре высшей математики МВТУ им. Н. Э. Баумана.

### Диссертации
- Шахов, Евгений Михайлович. Некоторые одномерные нестационарные задачи тепловых процессов и фазовых превращений : диссертация … кандидата физико-математических наук : 01.00.00. — Москва, 1962. — 113 с. : ил.
- Шахов, Евгений Михайлович. Метод исследования течений разреженного газа : диссертация … доктора физико-математических наук : 01.02.05. — Москва, 1973. — 249 с. : ил.

### Книга
- Шахов Е. М. Метод исследования движений разреженного газа / АН СССР. Вычислит. центр. — Москва: Наука, 1974. — 207 с.

### Избранные статьи
- Шахов Е. М. Уравнения Больцмана и моментные уравнения в криволинейных координатах // Известия АН СССР. Механика жидкости и газа (МЖГ), 1967. № 2.
- Шахов Е. М. О приближенных кинетических уравнениях в теории разреженного газа // Изв. АН СССР. МЖГ, 1968. № 1. С. 156—161.
- Шахов Е. М. Об обобщении релаксационного кинетического уравнения Крука // Изв. АН СССР. МЖГ, 1968. № 5. С. 142—145.
- Шахов Е. М. Поперечное обтекание пластины разреженным газом // Изв. АН СССР. МЖГ, 1972. № 6. С. 106—113.
- Жук В. И., Шахов Е. М. Разлёт плоского слоя разреженного газа в вакуум // ЖВМиМФ, 1973. Т. 13, № 4. С. 984—997.
- Жук В. И., Рыков В. А., Шахов Е. М. Кинетические модели и задача о структуре ударной волны // Известия АН СССР. МЖГ, 1973. № 4. С. 135.
- Шахов Е. М. Решение осесимметричных задач теории разреженных газов методом конечных разностей // ЖВМиМФ, 1974. Т. 14. № 4. С. 970—981.
- Aristov V.V., Shakhov E.M.  Intense explosion in rarefied gas // Rarefied Gas Dynamics. Paris: Commissariat a l’Energie Atomic, 1978. V. 1. P. 65-73.
- Аристов В. В., Шахов Е.М. Течение разреженного газа, вызванное сильным точечным выбросом конечной массы // ЖВМиМФ, 1985. — Т.25. № 7. С. 1066—1077.
- Шахов Е. М. Колебания спутника-зонда, буксируемого на нерастяжимой нити в неоднородной атмосфере // Прикладная математика и механика, 1988. № 4.
- Аристов В. В., Шахов Е.М. Нелинейное рассеяние импульсного молекулярного пучка в разреженном газе // ЖВМиМФ, 1987. — Т.27, № 2. — С.159-164.
- Бишаев А. М., Лимар Е. Ф., Попов С. П., Шахов Е. М.  Вход свободно расширяющейся газовой струи в круговое отверстие в поперечной преграде // ЖВМиМФ, 1989. Т. 29. № 2. — С. 277—285.
- Жук В. И., Шахов Е. М.  О колебаниях спутника-зонда малой массы под действием аэродинамических и гравитационных сил // Космические исследования. 1990. Т. 28. № 6. С. 820.
- Ларина И. Н., Рыков В. А., Шахов Е. М.  Испарение с поверхности и истечение пара через плоский канал в вакуум // Изв. РАН. МЖГ, 1996, № 1. — C. 150—158.
- Шахов Е. М. Осесимметричная нелинейная задача о стационарном течении разреженного газа в трубе кругового сечения // ЖВМиМФ, 1996. Т. 36. № 8. С. 169—179.
- Титарев В. А., Шахов Е. М.  Сверхзвуковое течение разреженного газа за задней кромкой гладкой пластины // ЖВМиМФ, 2000. — Т. 40. № 3. — С. 483—494.
- Титарев В. А., Шахов Е. М. Численное исследование нестационарного испарения и теплоотдачи с поверхности сферы // Изв. РАН. МЖГ. 2005. № 1. С. 181—192.
- Рыков В. А., Титарев В. А., Шахов Е. М. Структура ударной волны в двухатомном газе на основе кинетической модели // Изв. РАН. МЖГ. 2008. Т.43. № 2. С. 171—182.
- Рыков В. А., Титарев В. А., Шахов Е. М. Разреженное течение Пуазейля в трубе эллиптического или прямоугольного поперечного сечения // Известия. РАН. Механика жидкости и газа, 2011. N 3. С. 147—159.
- Titarev V.A. and Shakhov E.M. Computational study of a rarefied gas flow through a long circular pipe into vacuum // Vacuum, Special Issue «Vacuum Gas Dynamics». 2012. V. 86. N. 11. P. 1709—1716.
- Титарев В. А., Шахов Е. М. Концевые эффекты при истечении разреженного газа через длинную трубу в вакуум // Известия РАН. Механика жидкости и газа. 2013. № 5. С. 146—158.
- Aristov V.V., Shakhov E.M., Titarev V.A., Zabelok S.A. Comparative study for rarefied gas flow into vacuum through a short circular pipe // Vacuum. 2014. V. 103. P. 5-8.
- Титарев В. А., Шахов Е. М. Нестационарное течение разреженного газа с ударной волной в канале // Изв. РАН. МЖГ, 2018. № 1. С. 147—155.
- Титарев В. А., Фролова А. А., Шахов Е. М. Отражение потока разреженного газа от стенки с отверстием и истечение газа в вакуум // Изв. РАН. МЖГ, 2019. № 4. С. 111—118.
- Titarev V.A., Shakhov E.M., Frolova A.A. Shock wave reflection from a short orifice open to vacuum // Vacuum. V. 161. March 2019. P. 232—241.
- Азарова О. А., Шахов Е. М. Распространение ударной волны в вязком теплопроводном газе в длинном микроканале // Известия РАН. МЖГ. 2019, № 3. С. 113—122.
- Титарев В. А., Шахов Е. М. Гибридный метод расчета струи разреженного газа при истечении через очень длинный канал в вакуум // ЖВМиМФ, 2020. Т. 60. № 11. С. 1998—2011.

### Отчёты
- Отчёт о командировке в Австрию / Е. М. Шахов. — Москва : ВИНИТИ, 1979. — 19 с.
- Отчёт о командировке во Францию / Е. М. Шахов; Академия наук СССР, Всесоюзный институт научной и технической информации. — Москва : ВИНИТИ, 1986. — 4, [1] с.